# Tunel Stromy na Tomaszówkach Dolnych
Tunel Stromy na Tomaszówkach Dolnych – tunel w górnej części Doliny Będkowskiej, na terenie wsi Bębło w województwie małopolskim, w powiecie krakowskim, w gminie Wielka Wieś.

## Położenie
Tunel znajduje się w trzeciej od dołu grupie skałek na Tomaszówkach Dolnych, w niedużej odległości od udostępnionej turystycznie Jaskini Nietoperzowej. Oprócz niego w Tomaszówkach Dolnych znajduje się jeszcze 6 innych jaskiń lub schronisk. Pod względem geograficznym jest to obszar Wyżyny Olkuskiej w obrębie Wyżyny Krakowsko-Częstochowskiej.

## Opis obiektu
Północno-zachodni otwór tunelu znajduje się 10 m powyżej podstawy skałek na dużym ich pęknięciu. Otwór ten ma szerokość około 2 m. W jego stropie zaklinowany jest duży blok skalny. Dno za otworem w kierunku południowo-wschodnim obniża się, po dwóch metrach prowadząc do salki. W jej stropie znajduje się kocioł wirowy, a w nim kominek o wysokości 2,5 m. We wschodniej ścianie tej salki znajduje się otwór bocznego, meandrującego i ślepo zakończonego korytarzyka o długości 3 m. Główny natomiast ciąg tunelu o długości 9 m i szerokości 2 m wznosi się w kierunku południowym. Na jego dnie znajdują się duże bloki skalne.
Tunel powstał w wapieniach z jury późnej w warunkach freatycznych. Świadczą o tym liczne kuliste wżery, kotły wirowe i drobne kanaliki na jego ścianach. Brak nacieków. Dno głównego ciągu tunelu zawalone jest głazami, drobnym gruzem wapiennym, liśćmi i niewielką ilością próchnicy. Obfitsze namulisko znajduje się w bocznej salce z dużym kotłem wirowym. Składa się z gruzu wapiennego i iłu. W bocznym odchodzącym od niej korytarzyku namulisko jest ilaste.
Główny tunel jest jasny i suchy. Rozwijają się w nim glony i mszaki, rosną krzewy i czereśnia ptasia. Salka i jej boczny korytarzyk są ciemne i wilgotne. Na ich ścianach znajdują się żółte i niebieskie naloty.

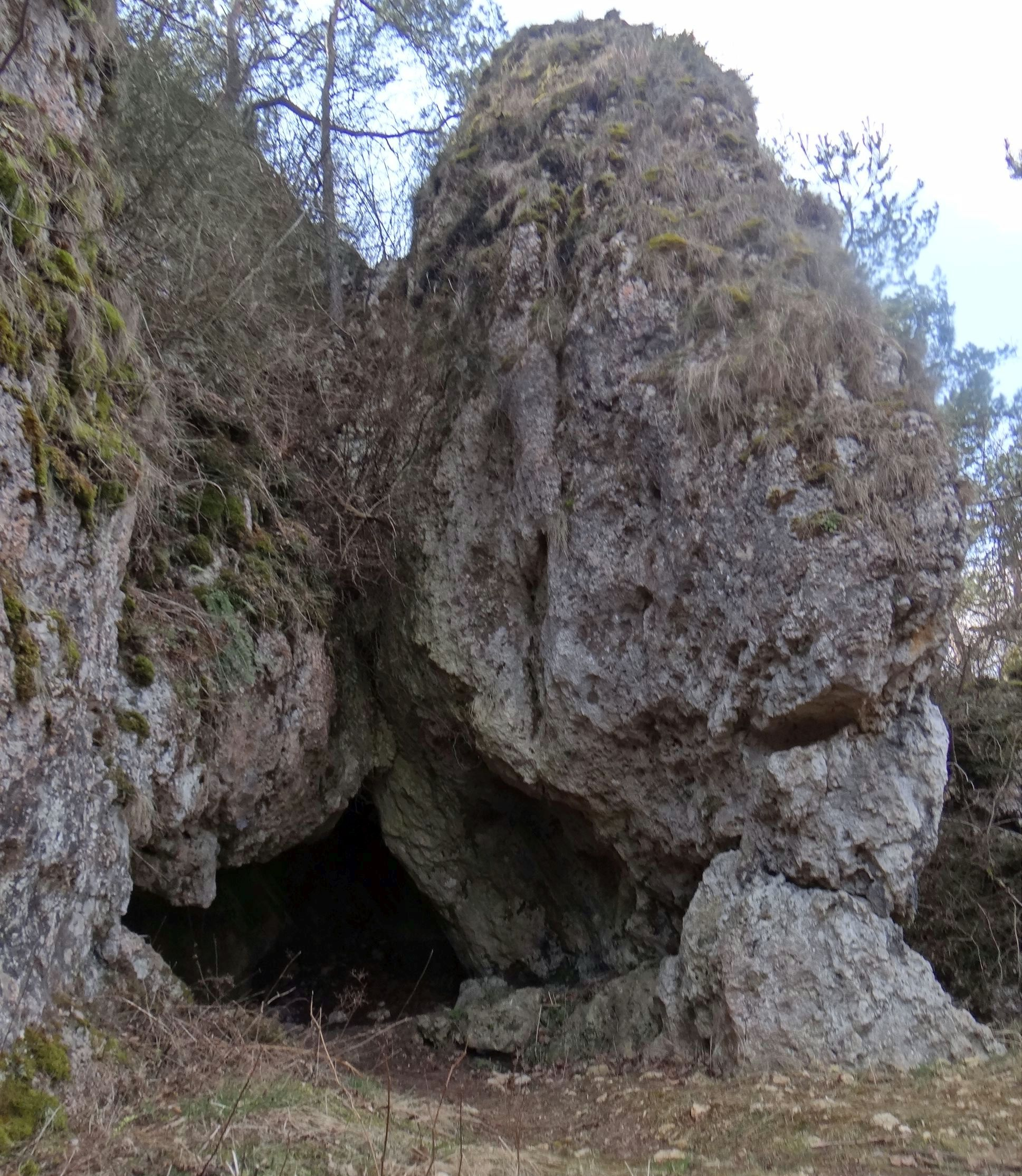
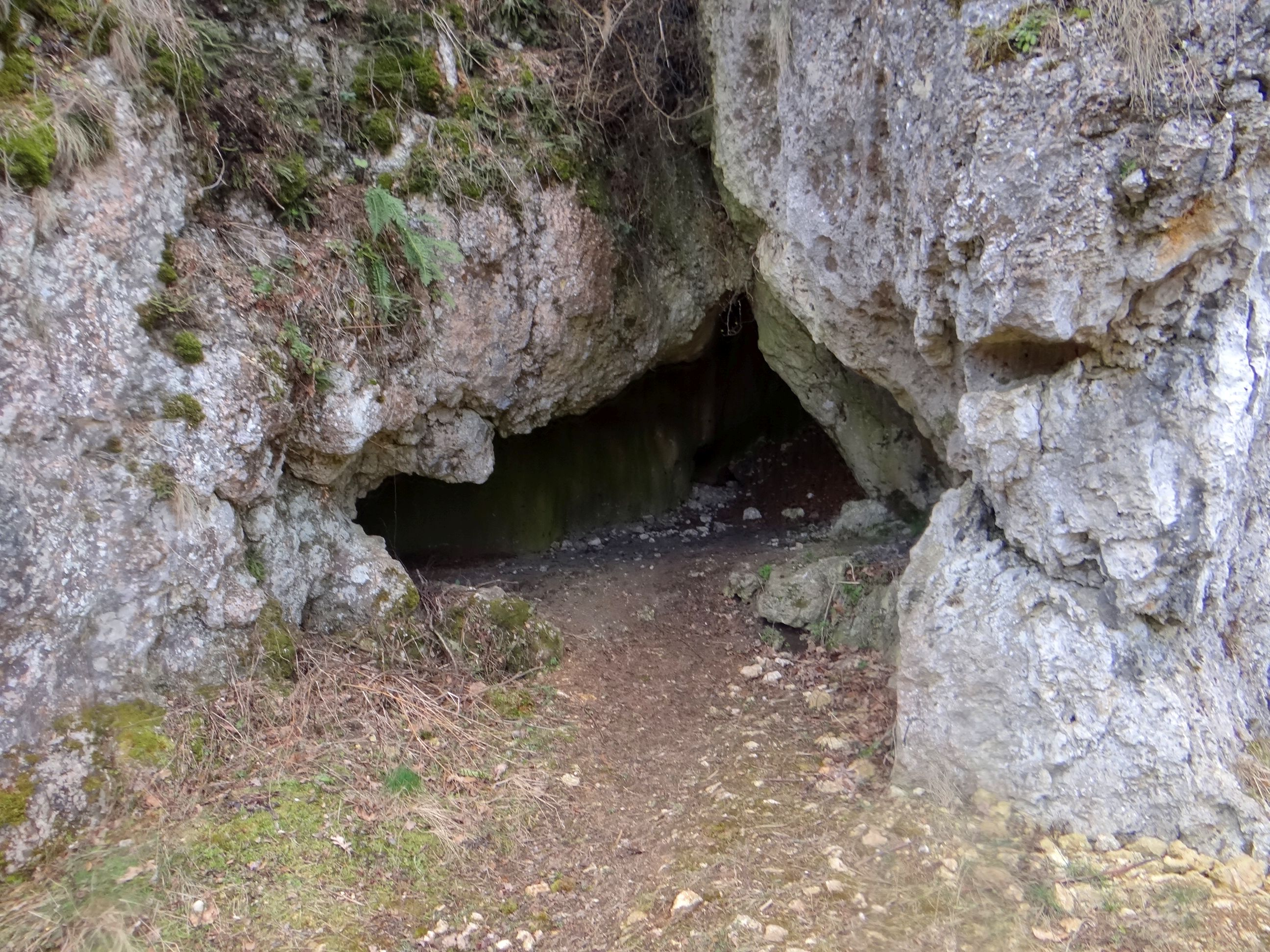
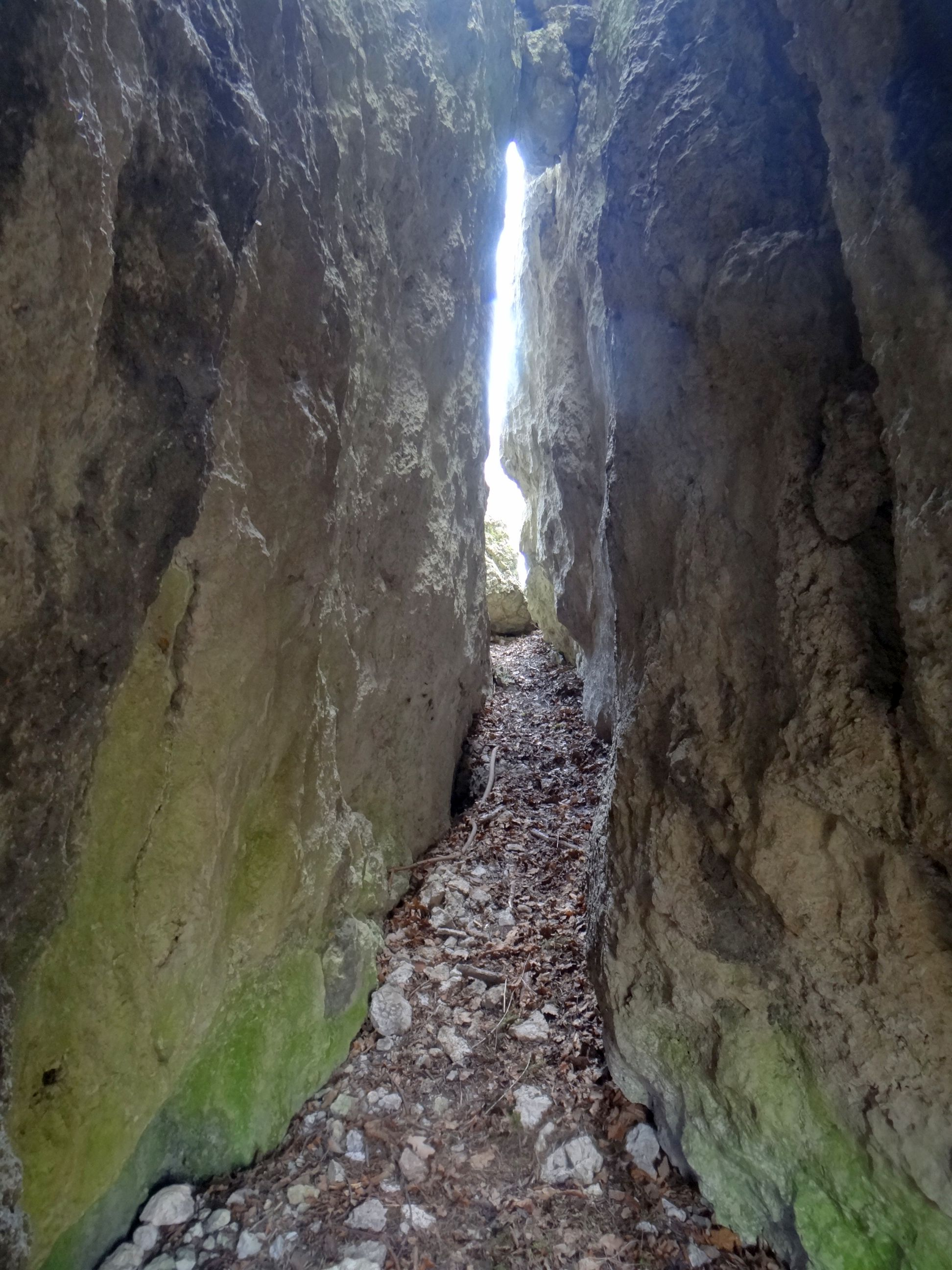
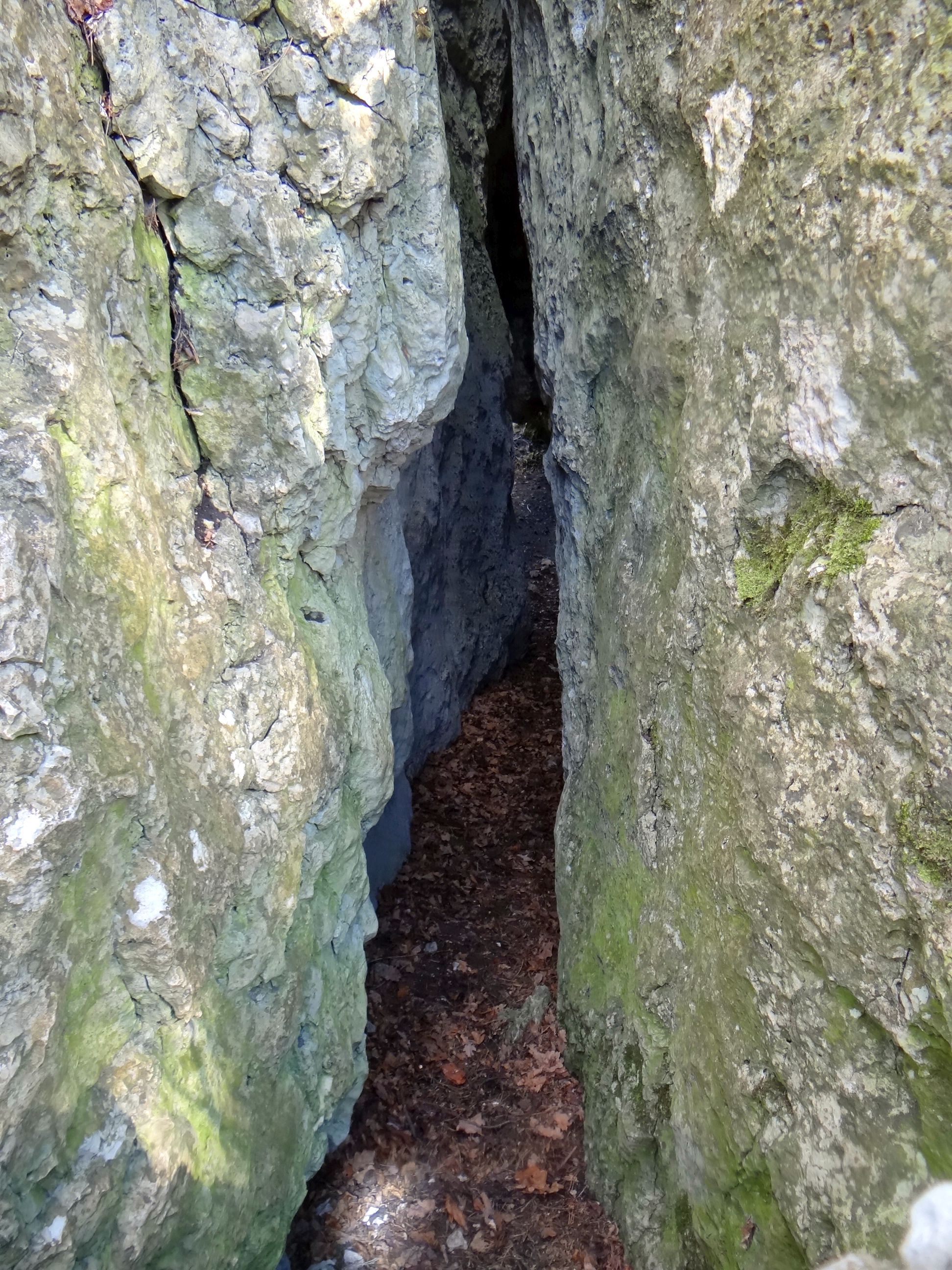
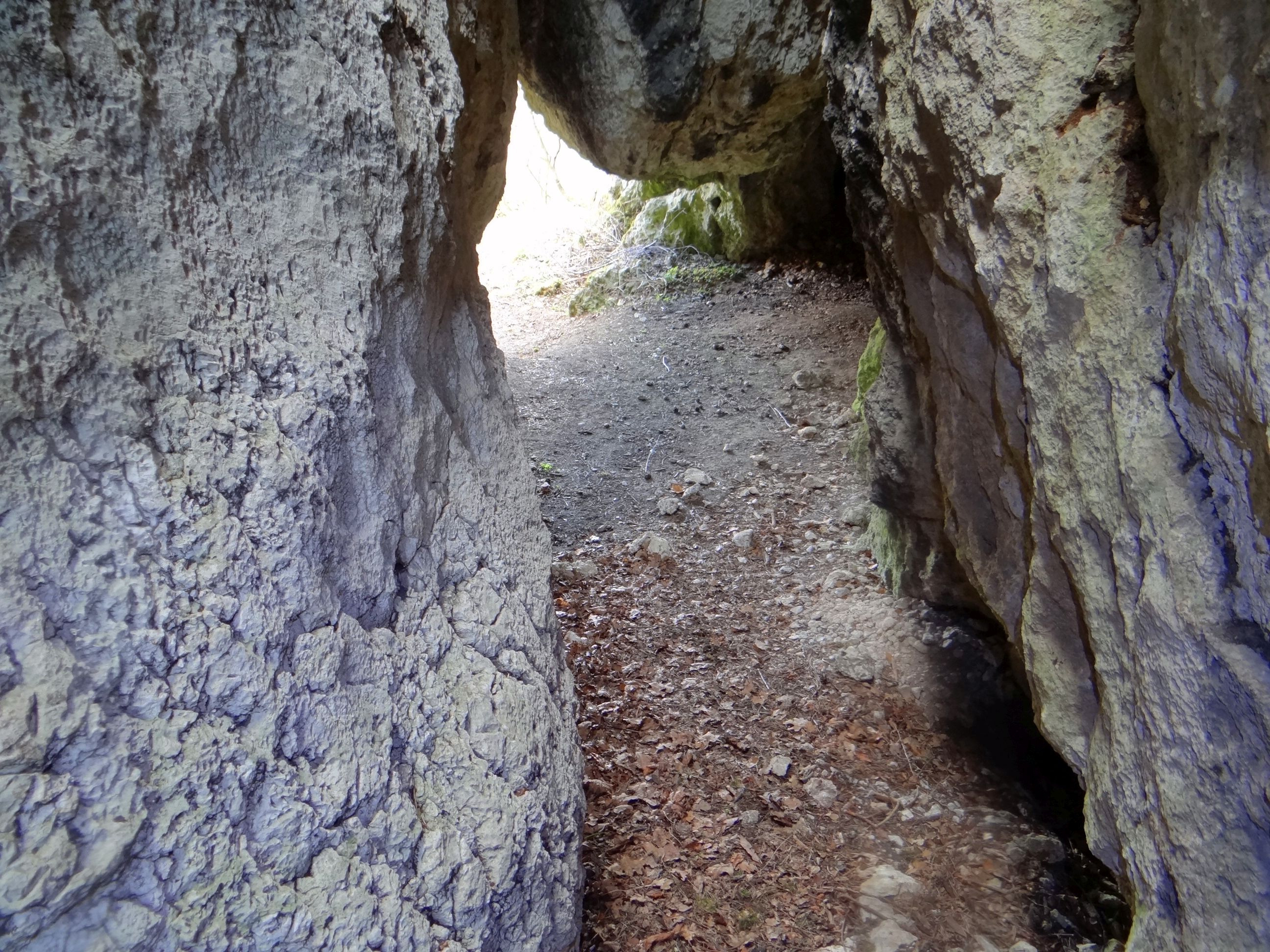

Dokumentację i plan jaskini sporządził A. Górny w grudniu 2009 roku. Wcześniej jaskinia nie była w literaturze wzmiankowana.
Tunel jest geostanowiskiem umieszczonym w centralnym rejestrze geostanowisk Polski.